# Dancing with the Stars/Staffel 18
Die 18. Staffel der US-amerikanische Tanz-Castingshow Dancing with the Stars wurde ab dem 17. März 2014 beim Sender ABC ausgestrahlt.
Die Sendung wird von Tom Bergeron und Erin Andrews moderiert. In der Jury sitzen wie bisher bei allen Staffeln Carrie Ann Inaba, Len Goodman und Bruno Tonioli.

## Teilnehmer
| Prominenter          | Bekannt als                                      | Profitänzer           | Resultat  |
| -------------------- | ------------------------------------------------ | --------------------- | --------- |
| Meryl Davis          | Eiskunstläuferin                                 | Maksim Chmerkovskiy   | 1. Platz  |
| Amy Purdy            | Para-Snowboarderin                               | Derek Hough           | 2. Platz  |
| Candace Cameron Bure | Schauspielerin                                   | Mark Ballas           | 3. Platz  |
| James Maslow         | Sänger, Mitglied bei Big Time Rush, Schauspieler | Peta Murgatroyd       | 4. Platz  |
| Charlie White        | Eiskunstläufer                                   | Sharna Burgess        | 5. Platz  |
| Danica McKellar      | Schauspielerin, Autorin                          | Valentin Chmerkovskiy | 6. Platz  |
| NeNe Leakes          | Schauspielerin                                   | Tony Dovolani         | 7. Platz  |
| Drew Carey           | Schauspieler, Moderator, Komiker                 | Cheryl Burke          | 8. Platz  |
| Cody Simpson         | Singer-Songwriter                                | Witney Carson         | 9. Platz  |
| Billy Dee Williams   | Schauspieler                                     | Emma Slater           | 10. Platz |
| Sean Avery           | Hockeyspieler                                    | Karina Smirnoff       | 11. Platz |
| Diana Nyad           | Schwimmerin                                      | Henry Byalikov        | 12. Platz |

## Ergebnisse
| Meryl & Maks     | 1  | 24 | 25 | 29 | 29 | 27 | 56 | 30 | 29+29=58 | 28+26=54 | 30+30=60 | 30+30=60 | 60+30=90 |
| Amy & Derek      | 2  | 24 | 24 | 27 | 26 | 27 | 53 | 28 | 27+29=56 | 30+29=59 | 29+29=58 | 30+29=59 | 59+30=89 |
| Candace & Mark   | 3  | 25 | 21 | 24 | 21 | 26 | 47 | 24 | 26+29=55 | 27+28=55 | 25+28=53 | 24+27=51 | 51+27=78 |
| James & Peta     | 4  | 21 | 25 | 27 | 26 | 30 | 56 | 26 | 26+25=51 | 26+29=55 | 30+27=57 | 29+29=58 |          |
| Charlie & Sharna | 5  | 27 | 25 | 27 | 24 | 28 | 52 | 27 | 26+25=51 | 30+28=58 | 30+27=57 |          |          |
| Danica & Val     | 6  | 24 | 24 | 27 | 24 | 29 | 53 | 27 | 24+29=53 | 29+26=55 |          |          |          |
| NeNe & Tony      | 7  | 21 | 21 | 23 | 24 | 27 | 51 | 24 | 23+25=48 |          |          |          |          |
| Drew & Cheryl    | 8  | 21 | 21 | 22 | 24 | 21 | 45 | 23 |          |          |          |          |          |
| Cody & Witney    | 9  | 22 | 22 | 26 | 23 | 26 | 49 |    |          |          |          |          |          |
| Billy Dee & Emma | 10 | 15 | 15 | 17 |    |    |    |    |          |          |          |          |          |
| Sean & Karina    | 11 | 20 | 21 |    |    |    |    |    |          |          |          |          |          |
| Diana & Henry    | 12 | 18 |    |    |    |    |    |    |          |          |          |          |          |